# Erna Bogen

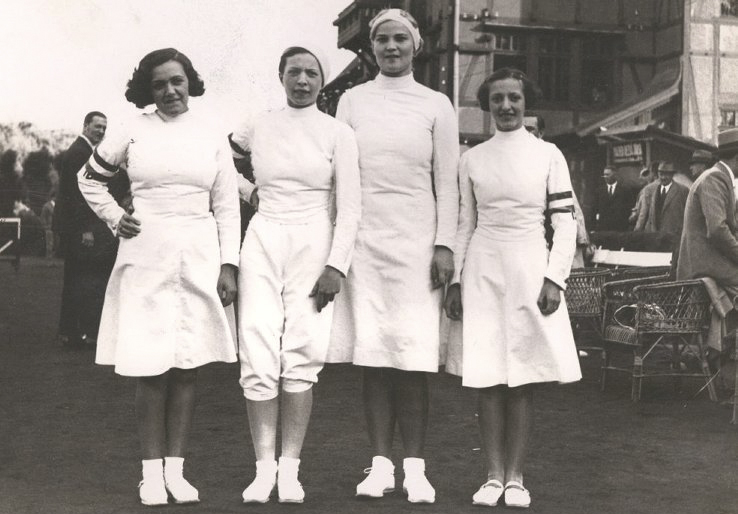
Erna Bogen, einen Kopf größer (1933)

Erna Bogen, auch Bogen-Bogáti oder Bogathy, nach Heirat Gerevich (* 31. Dezember 1906 in Jarosław; † 23. November 2002 in Budapest) war eine ungarische Fechterin, die dreimal an Olympischen Spielen teilnahm.

## Leben
Erna Bogen wurde als Tochter des k. u . k.-Offiziers und Fechtmeisters Albert Bogen geboren, nach dem Ersten Weltkrieg zog die Familie nach Ungarn, in den 1930er Jahren änderte sie ihren Namen.
Bei den Olympischen Spielen 1928 in Amsterdam trat Albert Bogen mit der ungarischen Degenmannschaft an. Erna Bogen trat ebenfalls an und schied im Achtelfinale des Florettwettbewerbs aus. Vier Jahre später bei den Olympischen Spielen 1932 in Los Angeles gewann Erna Bogen die Bronzemedaille. Bei ihrer dritten Olympiateilnahme 1936 erreichte sie die Zwischenrunde. Bei den inoffiziellen Weltmeisterschaften 1931 und 1933 erreichte Erna Bogen jeweils den zweiten Platz. Mit der ungarischen Mannschaft gewann sie von 1933 bis 1935 dreimal den Titel und belegte 1936 den zweiten Platz. Bei der ersten offiziellen Weltmeisterschaft 1937 in Paris stand sie zusammen mit Ilona und Margit Elek in der siegreichen Mannschaft.
1938 heiratete Erna Bogen den Säbelfechter Aladár Gerevich, 1946 wurde ihr erster Sohn geboren. 1948, am Tag des Olympiasieges ihres Mannes, gebar sie Pál Gerevich, der wie seine Eltern und sein Großvater Medaillen bei Olympischen Spielen gewinnen konnte.